# Lawana arguta
Lawana arguta är en insektsart som först beskrevs av Melichar 1902.  Lawana arguta ingår i släktet Lawana och familjen Flatidae. Inga underarter finns listade i Catalogue of Life.